# ظريمة (نهم)

تعديل مصدري - تعديل

ظريمة هي إحدى قرى عزلة عيال صياد بمديرية نهم التابعة لمحافظة صنعاء، بلغ تعداد سكانها 374 نسمة حسب تعداد اليمن لعام 2004.